# Nesoclutha concolor
Nesoclutha concolor är en insektsart som beskrevs av Logvinenko 1977. Nesoclutha concolor ingår i släktet Nesoclutha och familjen dvärgstritar. Inga underarter finns listade i Catalogue of Life.